# International Luge Federation
International Luge Federation  (franska: Fédération Internationale de Luge de Course (FIL); tyska: Internationaler Rennrodelverband) är världsförbundet för rodelsport. Det bildades av 13 nationer i Davos, Schweiz 1957, och hade 2009 53 nationsförbund. Huvudkontoret finns i Berchtesgaden, Tyskland.
Första rodeltävlingen hölls 12 februari 1893 på fyrakilometersbanan mellan Davos och Klosters.

## Ordförande
- Bert Isatitsch, Österrike, 1957–1994
- Josef Fendt Tyskland, 1994-

## Mästerskap
- Europamästerskapen i rodel
- Europamästerskapen på naturbana
- Världsmästerskapen i rodel
- Världsmästerskapen på naturbana
- Rodel vid olympiska vinterspelen
- Världscupen i rodel